# フルーティアふくしま
フルーティアふくしまは、かつて東日本旅客鉄道（JR東日本）が運行していた観光列車（のってたのしい列車）である。
本項では、当列車に使用されていた専用車両の「フルーティア」についても解説する。

## 概要

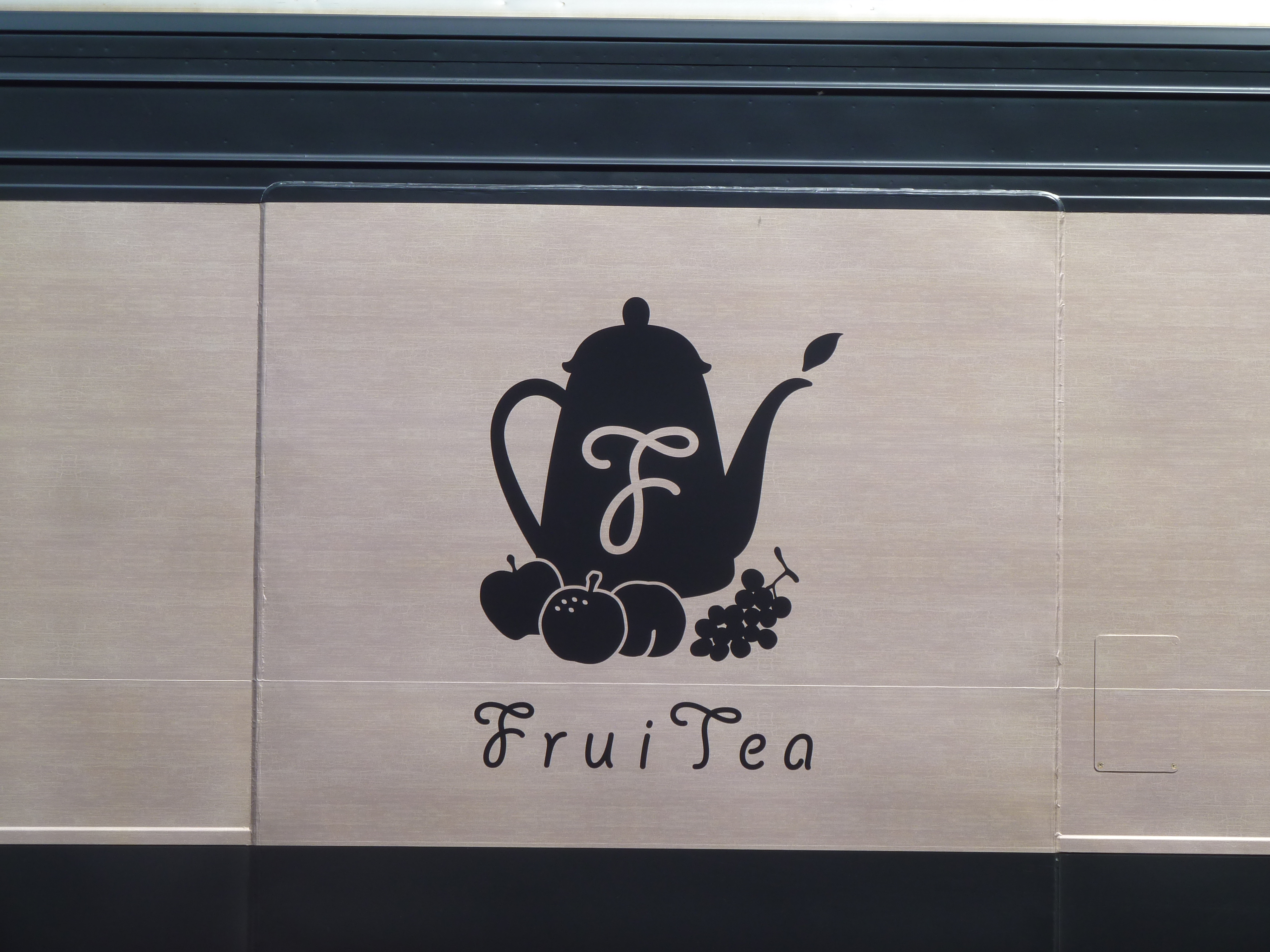
ロゴ

2015年に行われた福島ディスティネーションキャンペーンに合わせ、同年4月25日に磐越西線の郡山駅 - 会津若松駅間で定期列車に連結して1日2往復の運行を開始した。
「走るカフェ」がコンセプトで、車内では「fruits peaks」がプロデュースした福島県産フルーツなどを使用したオリジナルスイーツ2品とホットコーヒー1杯、福島県産品を使用したフルーツジュース1本がセットとなった「スイーツセット」が提供され、アイスティーとアイスコーヒーはおかわり自由となっている。
車両愛称及び列車愛称の一部となっている「フルーティア(FruiTea)」は、果物を意味するFruitと 基本コンセプトの「カフェ」をイメージさせる茶を意味するTeaを組み合わせた造語である。
車両の老朽化に伴い、2023年12月24日をもって運行を終了した。
後継として2024年4月6日から運行を開始した観光列車「SATONO」（HB-E300系気動車を使用）に引き継がれた。

## 運行概況
2019年以降は「フルーティア」単独運行となっており、春季から秋季は磐越西線の郡山駅 - 喜多方駅間で1日2往復、冬季は東北本線の郡山駅 - 仙台駅間で1日1往復運転されていた。
「快速」という列車種別を使用しているが、全座席がびゅうオンラインの旅行商品専売となっており、一般旅客が乗車することはできなかった。

### 停車駅
出典:
磐越西線
郡山駅 - 磐梯熱海駅 - 猪苗代駅 - 会津若松駅 - 喜多方駅
東北本線
郡山駅 - 福島駅 - 仙台駅

## 使用車両

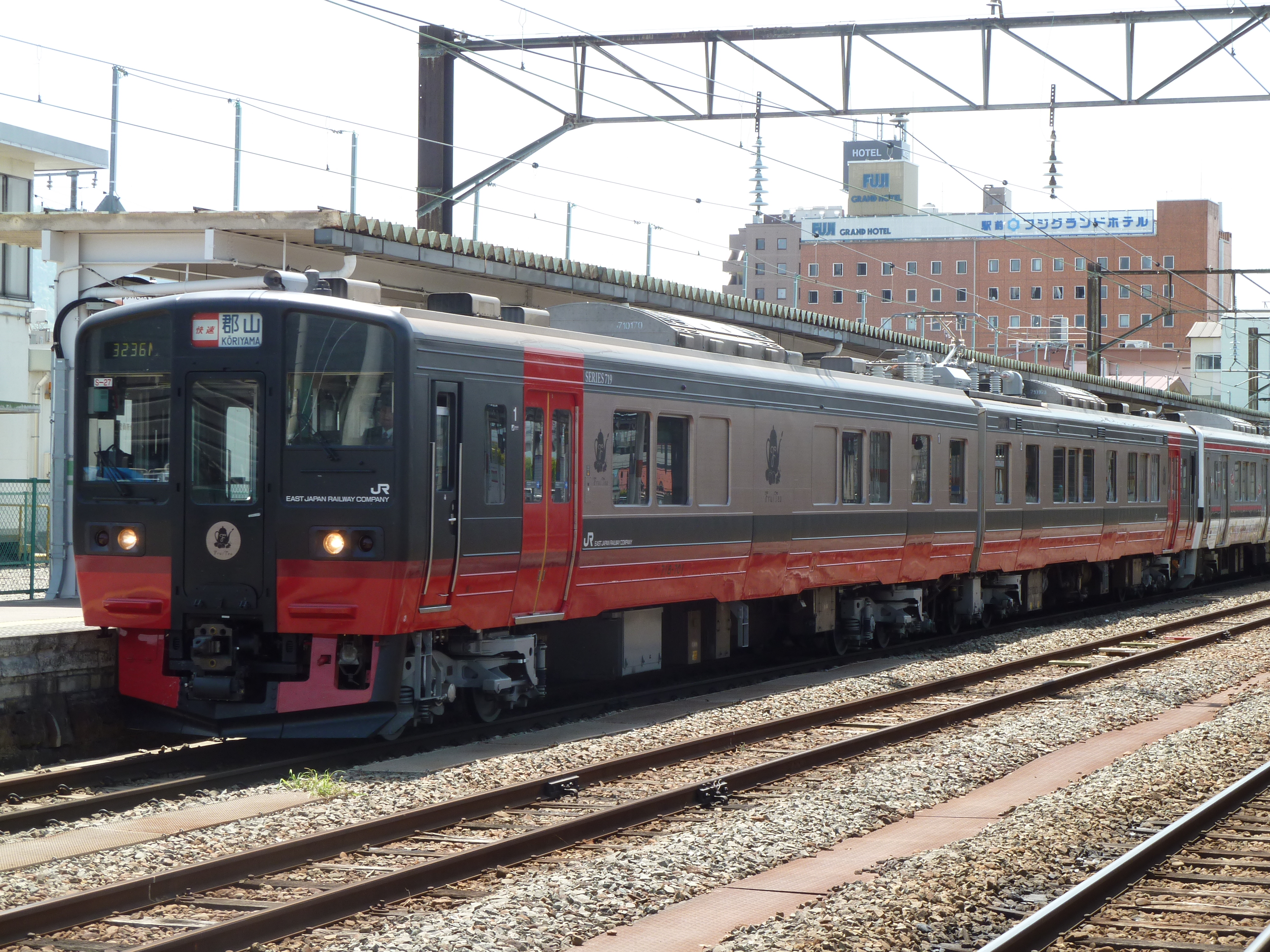
719系700番台「フルーティア」

2014年に郡山総合車両センターで719系0番台H-27編成を種車に改造が施行された700番台S-27編成「フルーティア」が使用されていた。
車体は赤瓦や黒漆喰壁、明治・大正時代の西洋モダンが織り成す独特な街並みと雄大な自然との調和を表現した塗装に変更し、3扉構造だった側面客用扉は運転席寄りの1箇所を残して埋め込まれ、さらに隙間から雪の侵入を防ぐ対策が施工された。 また、クモハ719形のパンタグラフはシングルアーム式に交換された。

### 車内設備

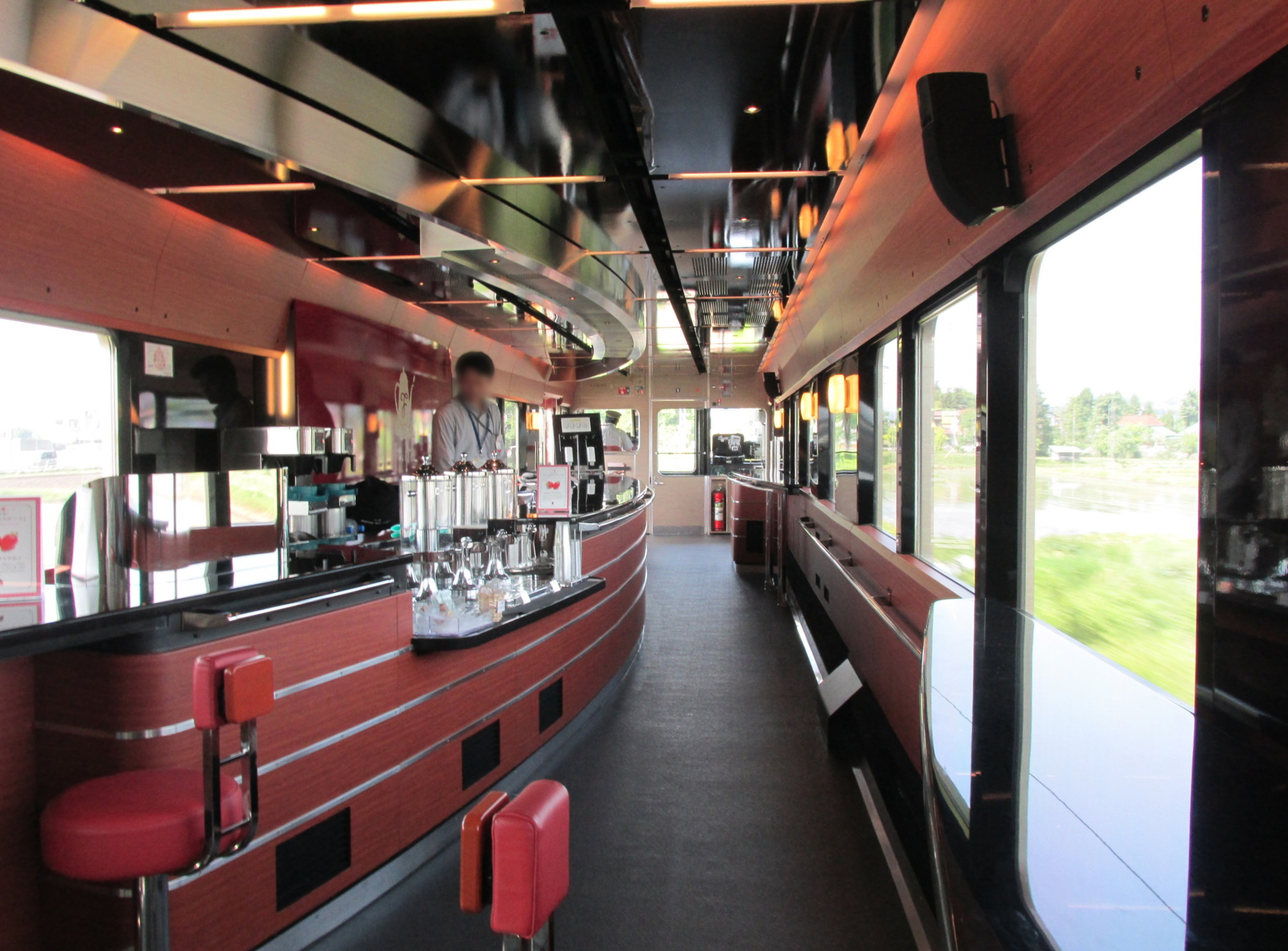
1号車（クシ718-701）

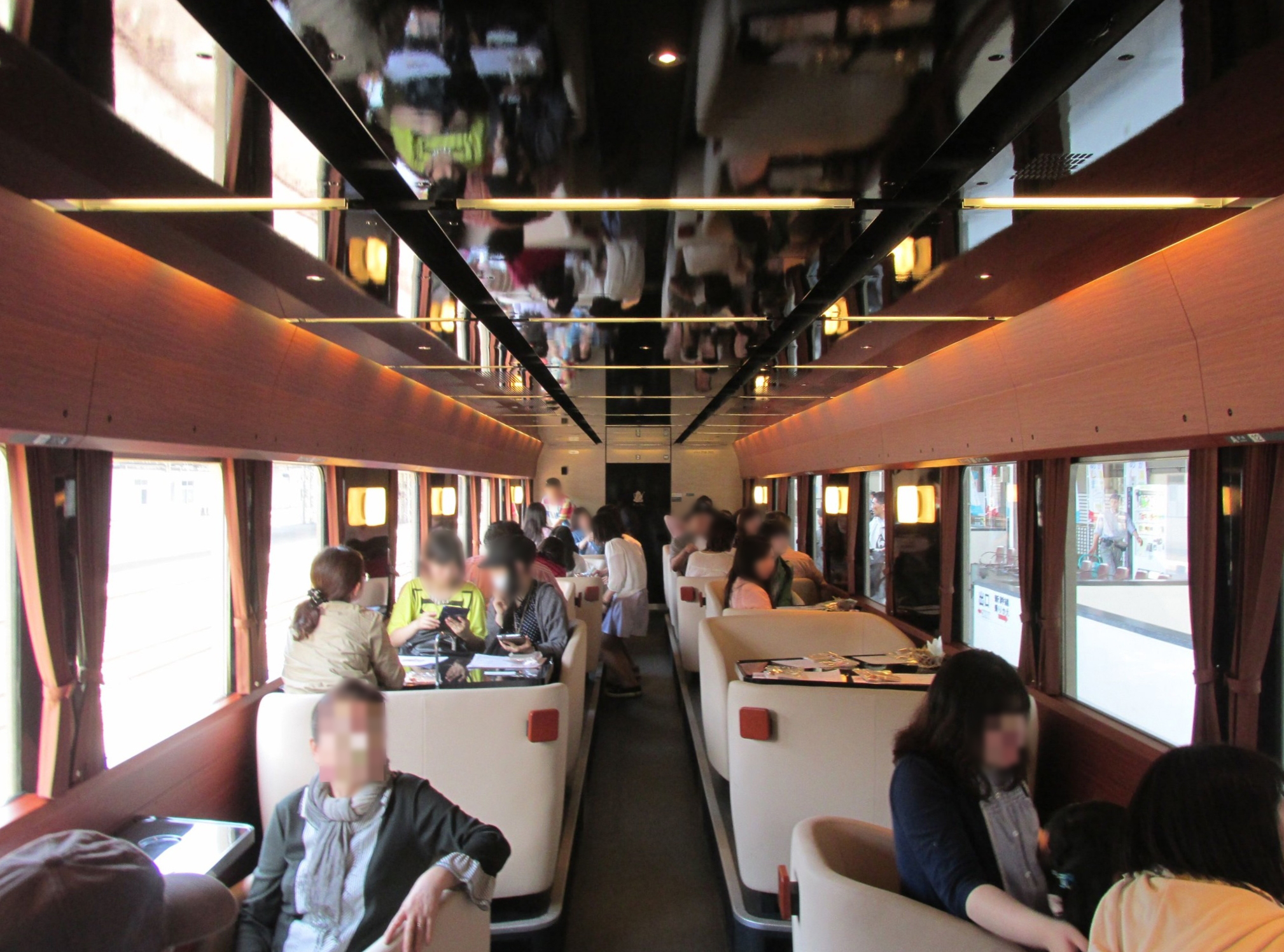
2号車（クモハ719-701）

1号車車端部にあるトイレ

車内は前述の通り全席指定で、座席定員数は36名。
内装は明治・大正時代の近代建築及び会津漆器の持つ豊かな質感をイメージしたデザインとし、連結面の貫通扉は自動化された。
1号車（クシ718-701）には車体左側に天板を人工大理石としたカフェカウンター（カウンター席6席）を設置し、優雅な鉄道旅行を演出。車端部のトイレは、温水洗浄便座付きの洋式に交換の上、新たにパウダールームが設置された。またこちらの車内照明には間接式ならびにダウンライトが採用されている。
2号車（クモハ719-701）には座席を4人掛けボックスシート6組・2人掛けボックスシート4組・1人掛けシート4席に変更し、乗務員室後部には荷物置き場が、車端部にはフリースペースとベンチが設置された。 またこちらの車内照明にはLED照明が採用されている。
フルーティア 編成
| 号車 | 1                  | 2             |
| 車番 | クシ718-701        | クモハ719-701 |
| 種車 | クハ718-27         | クモハ719-27  |
| 定員 | カフェカウンター車 | 36名          |

## 沿革
- 2014年（平成26年）11月27日：「フルーティア」導入を発表[9]。
- 2015年（平成27年）4月25日：磐越西線 郡山駅 - 会津若松駅間で2往復運行開始[1][2]。
- 2016年（平成28年）12月11日：臨時団体列車として東北本線・常磐線 仙台駅 - 原ノ町駅間で運行される[10]。
- 2019年（平成31年）4月6日：この日より定期運行区間を喜多方駅まで延長し、1往復のみの運転となる[11]。
- 2020年（令和2年）
  - 4月8日 : 新型コロナウイルスの感染拡大防止のため、同年5月31日まで運休[12]。
  - 5月13日 : 同年6月1日以降の運休延長を発表[13]。
  - 6月26日 : 同年7月23日より運転再開を発表。感染防止策のため、カフェカウンターのドリンクバーをオーダーによる提供に変更する[14]。
- 2021年（令和3年）
  - 6月26日 : 臨時団体列車として東北本線 一ノ関駅 - 盛岡駅間で運行される。
- 2022年（令和4年）11月24日：車両の老朽化に伴い、2023年12月での運行終了を発表[4]。
- 2023年（令和5年）
  - 11月16日：同年12月24日での運行終了を発表[5]。
  - 12月24日：運行終了[5]。